# Julie Thomas

Julie Thomas

Julie Dorne Thomas (* im 20. Jahrhundert) ist Chief Minister des britischen Überseegebietes St. Helena, Ascension and Tristan da Cunha. Sie hat das Amt seit dem 25. Oktober 2021 inne und ist die erste Person überhaupt in dieser Position, nachdem mit der Wahl 2021 auf ein Ministerialsystem umgestellt wurde.
Thomas ist somit Vorsitzende des Exekutivrates sowie Mitglied des Legislativrates, dem Parlament des Überseegebietes. Neben der Position als Chief Minister ist sie auch Bildungsministerin.
Thomas war 2019 Mitglied der Unternehmensführung der St Helena Fisheries Corporation.